# 後頭筋
後頭筋（こうとうきん、英語: occipitalis muscle）は、人間の頭部の浅頭筋のうち、頭蓋周囲の頭蓋表筋（後頭前頭筋）に含まれる筋肉である。皮筋である。
後頭筋腹（上項線）から起始し、上項線外側2/3、乳様突起に停止する。作用は帽状腱膜を後方へ引く。顔面神経側頭枝支配。

## 画像

後頭筋の位置。赤で示す